# Powiat brodzki (Galicja)
Powiat brodzki – dawny powiat kraju koronnego Królestwo Galicji i Lodomerii, istniejący w latach 1867–1918.
Siedzibą c.k. starostwa były Brody. Powierzchnia powiatu w 1879 roku wynosiła 18,6335 mil kw. (1072,17 km²), a ludność 116 762 osoby. Powiat liczył 124 osady, zorganizowanych w 110 gmin katastralnych.
Na terenie powiatu działały 4 sądy powiatowe – w Brodach, Łopatynie, Załoźcach i Olesku.

## Starostowie powiatu
- Juliusz Schumann (1870–1871)
- Teofil Mandyczewski (1879)
- Władysław Russocki (1882, 1890)
- Aleksander Des Loges

## Komisarze rządowi
- Wawrzyniec Artymowicz (1870–1882)
- Eugeniusz Krauss (1879–1882)
- Wawrzyniec Artymowicz (1890)